# جون فينيغان (ممثل)
جون فينيغان (بالإنجليزية: John Finnegan)‏ مواليد 18 أغسطس 1926 في نيويورك - الوفاة 29 يوليو 2012 في بالم ديسيرت، الولايات المتحدة، هو ممثل أمريكي بدأ مسيرته الفنية سنة 1970. امتدت مسيرته الفنية لأكثر من 34 عاما.

## الأعمال
- أبطال
- جي اف كي
- لاست أكشن هيرو
- هجوم المريخ!

## روابط خارجية
- جون فينيغان على موقع IMDb (الإنجليزية)
- جون فينيغان على موقع ألو سيني (الفرنسية)
- جون فينيغان على موقع أول موفي (الإنجليزية)
- جون فينيغان على موقع قاعدة بيانات الأفلام السويدية (السويدية)
- جون فينيغان على موقع قاعدة بيانات الأفلام السويدية (السويدية)
- جون فينيغان على موقع قاعدة بيانات الفيلم (الإنجليزية)
- جون فينيغان على موقع كينوبويسك (الروسية)